# Piesarthrius muelleri
Piesarthrius muelleri är en skalbaggsart som först beskrevs av Blackburn 1896.  Piesarthrius muelleri ingår i släktet Piesarthrius och familjen långhorningar. Inga underarter finns listade i Catalogue of Life.